# Мальта та євро
Запровадження євро в Мальті випливає з Атенської угоди 2003 року, яка дозволила Словенії приєднатися до Європейського Союзу 1 січня 2004 року. Згідно з Атенським договором, нові члени Європейського Союзу «мають приєднатися до економічного та валютного союзу», що  Мальта й зробила 1 січня 2008 року.

## Вступ до єврозони
Мальта є членом економічного та валютного союзу Європейського Союзу (ЄВС) від 2 травня 2005 року. 10 липня 2007 року Рада з економічних і валютних питань Європейського Парламенту дало зелене світло введенню євро, це рішення ратифікула Рада ECOFIN Європейської Комісії та вибрало дату введення євро 1 січня 2008 року, після оголошення про те, що країна відповідає всім критеріям, необхідним для приєднання до єврозони. Курс конвертації зафіксований на рівні 0,4293 ліри за євро, виробництво монет починається у Франції. Мальта задовольняє вимоги, встановлені критеріями конвергенції, а саме цінову стабільність, стан державних фінансів, участь у механізмі валютного курсу Європейської валютної системи, існування довгострокової процентної ставки та національне законодавство, сумісне із запровадженням євро.

## Статус
Маастрихтська угода спочатку передбачала, що всі члени Європейського Союзу повинні будуть приєднатися до єврозони після досягнення критеріїв конвергенції. Європейська комісія у своїй доповіді про конвергенцію, складеній 27 лютого 2007 року, робить висновок, що Мальта виконує умови для приєднання до єврозони, і рекомендує вступ країни до єврозони з 1 січня 2008 року.
У світлі оцінки відповідності критеріям конвергенції Комісія дає зелене світло введенню євро на Кіпрі. Те саме стосується Мальти, але Рада повинна буде дотримуватися рекомендацій Комісії та покласти край процедурі надмірного дефіциту. Рада припинила процедуру надмірного дефіциту проти Мальти на своєму засіданні 5 червня 2007 року.— Рішення Ради 2007/464/ЄС від 5 червня 2007 року про скасування Рішення 2005/186/ЄС про існування надмірного дефіциту на Мальті.